# Washington Open 1998 - Qualificazioni doppio
Le qualificazioni del doppio al Washington Open 1998 sono state un torneo di tennis preliminare per accedere alla fase finale della manifestazione. I vincitori dell'ultimo turno sono entrati di diritto nel tabellone principale. In caso di ritiro di uno o più giocatori aventi diritto a questi sono subentrati i lucky loser, ossia i giocatori che hanno perso nell'ultimo turno ma che avevano una classifica più alta rispetto agli altri partecipanti che avevano comunque perso nel turno finale.
Le qualificazioni del doppio del torneo Washington Open 1998 prevedevano 8 coppie partecipanti di cui 2 sono entrate nel tabellone principale.

## Teste di serie
1. Scott Draper /  Lleyton Hewitt (Qualificati)
2. Clinton Ferreira /  Sjeng Schalken (ultimo turno)

1. Keith Brill /  Marc Merry (primo turno)
2. Lars Burgsmüller /  Rainer Schüttler (ultimo turno)

## Qualificati
1. Scott Draper  /   Lleyton Hewitt

1. Oscar Burrieza-Lopez  /   Mitsuru Takada

## Tabellone

### Legenda
| - Q = Qualificato - WC = Wild card - LL = Lucky loser | - ALT = Alternate - SE = Special Exempt - PR = Protected Ranking | - w/o = Walkover - r = Ritirato - d = Squalificato |

### Sezione 1
|  | Primo turno | Primo turno                       | Primo turno                       | Primo turno | Primo turno |  |  | Ultimo turno | Ultimo turno                      | Ultimo turno | Ultimo turno | Ultimo turno |  |
|  |             |                                   |                                   |             |             |  |  |              |                                   |              |              |              |  |
|  | 1           | Scott Draper Lleyton Hewitt       | Scott Draper Lleyton Hewitt       | 6           | 6           |  |  |              |                                   |              |              |              |  |
|  |             | David Caldwell Reed Cordish       | David Caldwell Reed Cordish       | 1           | 0           |  |  | 1            | Scott Draper Lleyton Hewitt       | 6            | 0            | 6            |  |
|  | 4           | Lars Burgsmüller Rainer Schüttler | Lars Burgsmüller Rainer Schüttler | 7           | 6           |  |  | 4            | Lars Burgsmüller Rainer Schüttler | 3            | 6            | 3            |  |
|  |             | Patricio Arquez K. J. Hippensteel | Patricio Arquez K. J. Hippensteel | 6           | 4           |  |  |              |                                   |              |              |              |  |

### Sezione 2
|  | Primo turno | Primo turno                         | Primo turno                     | Primo turno | Primo turno |  |  | Ultimo turno | Ultimo turno                        | Ultimo turno | Ultimo turno | Ultimo turno |  |
|  |             |                                     |                                 |             |             |  |  |              |                                     |              |              |              |  |
|  | 2           | Clinton Ferreira Sjeng Schalken     | Clinton Ferreira Sjeng Schalken | 6           | 6           |  |  |              |                                     |              |              |              |  |
|  |             | Trey Harris Jim Johnson             | Trey Harris Jim Johnson         | 1           | 0           |  |  | 2            | Clinton Ferreira Sjeng Schalken     | 0            | 7            | 2            |  |
|  |             | Oscar Burrieza-Lopez Mitsuru Takada | 6                               | 6           | 6           |  |  |              | Oscar Burrieza-Lopez Mitsuru Takada | 6            | 5            | 6            |  |
|  | 3           | Keith Brill Marc Merry              | 4                               | 7           | 4           |  |  |              |                                     |              |              |              |  |